# Othelais histrio
Othelais histrio är en skalbaggsart som först beskrevs av Francis Polkinghorne Pascoe 1859.  Othelais histrio ingår i släktet Othelais och familjen långhorningar. Inga underarter finns listade i Catalogue of Life.